# Алберто Ацо II д’Есте
Вижте пояснителната страница за други личности с името Алберто Ацо д’Есте.
Алберто Ацо II д’Есте (на италиански: Alberto Azzo II d’Este; Albertazzo II; * ок. 996 или 10 юли 1009, Модена; † 20 август 1097, Вангадица), наречен също Албертацо (Albertazzo), е италиански благородник от лангобардско потекло и член на династията на Отбертините. Той е първи маркиз на Есте от 1039 г., маркграф на Източна Лигурия (Отбертинова марка), граф на Луни от 1029 г. и чрез брак граф на Мен (1069 – 1070). Смятан е за основател на рода Есте, защото е първият от семейството си, който носи титлата „господар на Есте" – град в района на Падуа. Титлата на маркграф му е дадена от императора.

## Произход
Той изглежда е потомък на Оберто I, първи маркграф на Отбертиновата марка, включваща Източна Лигурия, включително Генуа и част от Централно-източната Паданска низина. Той е внук на Берта, дъщерята на Оберто II, и е син на Алберто Ацо I, маркграф на Източна Лигурия († 1029), и на съпругата му Аделхайд (* ок. 975, † сл. 1012) от Салическата династия, дъщеря на Бозон, граф на Сабионета. Има една вероятна сестра:
- Аделазия († 1055), съпруга на Анселм II, маркграф на Салуцо[6]

## Биография
След смъртта на баща си около 1029 г. той го наследява като граф на Луни и маркграф на Източна Лигурия. Става маркиз на Есте около 1039 г. Аналиста Саксо, когато говори за брака му с Кунигунда от Алтдорф, го споменава като маркиз на Есте в Северна Италия (Голяма Лонгобардия). В Есте Алберто Ацо II построява замък, около който след това се разраства градът, който по това време е малко повече от село.
През 1069 г. благородниците на Мен, подкрепяни от графа на Анжу Фулк IV Свадливия, изгонват норманите на Уилям Завоевателя от Графство Мен и предлагат графството на съпругата на Алберт Ацо II, Гарсенда, която след като смъртта на сестра си Биота е законната наследница на графството. Така Алберто Ацо II също става граф-консорт на Мен: обаче през 1070 г. Алберто Ацо и Гарсенда решават да се откажат от титлата в полза на малкия си син Хуго, като поверяват управлението на графството на Годфрид от Майен, който е повел въстанието срещу норманите.
През 1077 г. император Хайнрих IV потвърждава на Алберто Ацо II и на неговите синове Хуго и Фолко различните владения в Луниджана и съседните земи (Графство Луни), и в района на Есте и съседните области (Маркграфство Есте).
На 31 май 1079 г. Алберто Ацо II заедно със синовете си Хуго и Фолко е създателят на споразумението с църквата на Верона.
Той има владения в цяла Северна Италия, в Луниджана, което също включва територии в района на Модена и освен това, с Маркграфство Есте, включва голяма територия между сегашните италиански провинции Падуа, Ровиго и Ферара, така че в борбата между Папството и Империята, известна като „борба за инвеститурата“, той се опита да маневрира, като се съюзи последователно с императора и папата. Тази политика също го кара да има отношения с графиня Матилда от Каноса, която междувременно става негова племенница, след като се омъжва за племенника му Велф III през 1089 г.
През 1093 г. Алберто Ацо II изпраща сина си Хуго, току-що завърнал се в Италия от Графство Мен, което е продал на братовчед си Елиас I от Божанси за 10 000 менски солди, да помогне на графиня Матилда от Каноса, която се бори с император Хайнрих IV.
Хуго, останал без графство, със съгласието на баща си Алберто Ацо II, получава някои имоти от брат си Фолко и през 1095 г. получава половината от всички имоти и титли, при условие че се признае за васал на Фолко. На 13 април 1097 г. Хуго заедно с баща си и брат си прави дарение на манастира „Света Мария“ във Вангадица.
Алберто Ацо II умира на около 88 г. на 20 август 1097 г. в манастира на Вангадица близо до Бадия Полезине. След смъртта му синът от първия му брак Велф поисква цялото му наследство, включително това, което баща му е оставил на граф Хуго и маркиз Фолко; той идва в Италия, но след това се задоволява с титлите и имотите, които семейството има в Германия.

## Брак и потомство
Жени се два пъти:
∞ 1. ок. 1035 г. за графиня Кунигунда от Алтдорф (* 1020, Вайнгартен; † 31 август 1057), сестра на херцог Велф III от Каринтия и последната наследница на Велфите, от която има един син:
- Велф IV д’Есте (* 1030/1040, † 9 ноември 1101, Пафос), херцог на Бавария (1070); ∞ 1. 1062 за Етелинда Нортхаймска (* 1050; † сл. 1075), наследница на Графство Емсланд, от която няма деца 2. 1070/1071 за Юдит (Фауста) Фландърска, от която има двама сина и една дъщеря. Премества се в Германия, първо в Каринтия, а след това в Бавария, давайки началото на една от най-важните фамилии в европейската история, Велфите (Велфи-Есте), от чийто съпътстващ клон произлиза Хановерската династия, която се възкачва на трона на Англия през 1714 г. с Джордж I.

∞ 2. 1049/1051 за Гарсенда от Мен (* ок. 1030, † сл. 1071), дъщеря на граф Херберт I и наследница на Графство Мен, от която има двама сина:
- Хуго V († 1131), граф на Мен (1069 – 1072), ∞ за Ерия Отвилска, дъщеря на Робер Гискар, от която има трима сина;
- Фулко I д’Есте (* 1070, † 1136), първият документиран с титлата „маркиз на Есте“, ∞ 1107 за жена, от която има пет сина и една дъщеря;

От Матилда от Падуа, сестра на епископа на Павия Гулиелмо, има една дъщеря:
- Аделазия д'Есте († 1146), ∞ за Гулиелмо I Аделарди.

## В културата
В „Божествена комедия“ той се нарича Ацо II и е дефиниран като трети маркиз на Есте през 1039 г. с император Конрад II; в творбата му се приписват двама сина от Изабела Монфератска: Бертолдо, четвърти маркиз д'Есте, и Албертацо (може би Алберто Ацо).

### Първични източници
- (LA) Actus Pontificum Cenomannis in urbe degentium (Le Mans)
- (LA) Orderici Vitalis, Historia Ecclesiastica, tomus II
- (LA) Orderici Vitalis, Historia Ecclesiastica, tomus unicus
- (LA) Monumenta Germanica Historica, Diplomata regum ei imperatorum Germaniae, tomus IV, Henrici IV diplomata, parte II
- (LA) Monumenta Germanica Historica, Scriptores, tomus V
- (LA) Regesta comitum Sabaudiæ
- (LA) Annalista Saxo
- (LA) Monumenta Germanica Historica, Scriptores, tomus XIII

### Историографска литература
- Margherita Giuliana Bertolini, Alberto Azzo II d'Este, в Dizionario biografico degli italiani, vol. 1, Roma, Istituto dell'Enciclopedia Italiana, 1960
- William John Corbet, capitolo I, L'evoluzione del ducato di Normandia e la conquista normanna dell'inghilterra, in Declino dell'impero e del papato e sviluppo degli stati nazionali, Storia del Mondo Medievale, volume VI, 1999, p. 5-55
- William John Corbet, capitolo II, Inghilterra, 1087-1154, in Declino dell'impero e del papato e sviluppo degli stati nazionali, Storia del Mondo Medievale, volume VI, 1999, p. 56-98
- Louis Halphen, capitolo XXIV, La Francia dell'XI secolo, in L'espansione islamica e la nascita dell'Europa feudale, Storia del Mondo Medievale, volume II, 1999, p. 770–806
- Pompeo Litta Biumi, Famiglie celebri di Italia. D'Este, vol. 26, Milano, Giulio Ferrario, 1832
- Ludovico Antonio Muratori, Delle Antichità Estensi ed Italiane, parte prima, Napoli, Gaetano Castellano, 1776

- Francesco Bocchi, Este. Norbert Angermann: Lexikon des Mittelalters. Dtv, München 2003, ISBN 3-423-59057-2 (том 4)
- Ferrabino, Aldo (ed). Dizionario Biografico degli Italiani: I Aaron – Albertucci. Rome, 1960.